# Alexander Gennadjewitsch Bespalow

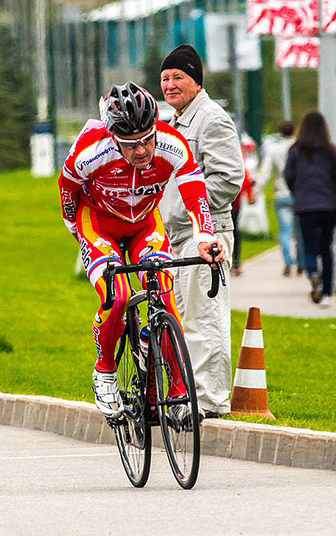
Alexander Bespalow

Alexander Gennadjewitsch Bespalow (russisch Александр Геннадьевич Беспалов; * 10. Mai 1981 in Nabereschnyje Tschelny) ist ein ehemaliger russischer Radrennfahrer.
Alexander Bespalow gewann bei den Straßen-Radweltmeisterschaften 2002 im belgischen Zolder die Silbermedaille im Zeitfahren der U23-Klasse hinter Tomas Vaitkus. Im folgenden Jahr in Hamilton belegte er den dritten Platz und sicherte sich so die Bronzemedaille. 2004 fuhr er für das Radsportteam Miche und wurde zum ersten Mal russischer Zeitfahrmeister. 2006 bis 2008 fuhr Bespalow für die Mannschaft Premier, die bis 2007 eine Lizenz als Continental Team hatte. Er wiederholte in seinem ersten Jahr bei Premier seinen Erfolg bei der nationalen Zeitfahrmeisterschaft.

## Erfolge
2001
- Europameisterschaften – Einzelzeitfahren (U23)

2002
- Europameisterschaften – Einzelzeitfahren (U23)
- Weltmeisterschaften – Einzelzeitfahren (U23)

2003
- Weltmeisterschaften – Einzelzeitfahren (U23)

2004
- Russischer Meister – Einzelzeitfahren
- Militärweltmeister – Einzelzeitfahren

2006
- Russischer Meister – Einzelzeitfahren

## Teams
- 2004 Miche
- 2006 Premier
- 2007 Premier